# Basketmaker

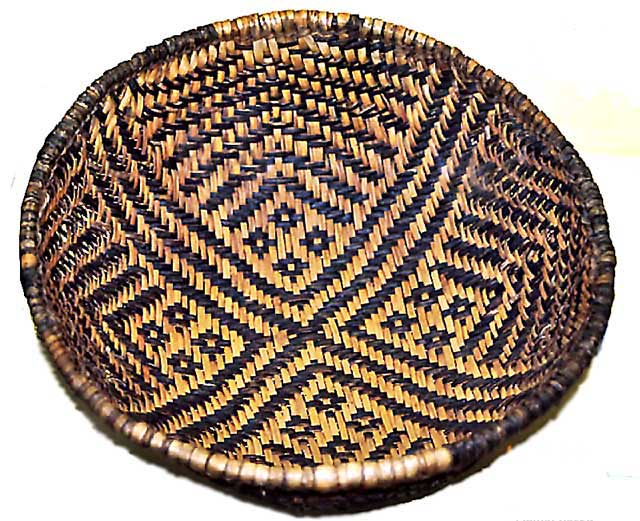
Ein typischer Korb der Basketmaker.

Basketmaker ist eine Kultur des Formativums (Neolithikum) im Südwesten der USA, vor allem in Utah und Arizona. Sie wurde von Richard Wetherill definiert. Der Name bezieht sich auf die typischen Korbwaren in Wulsttechnik, die sich im trocknen Klima des Südwestens gut erhalten haben. Heute gelten sie als die ersten beiden Phasen der Anasazi- oder Ancestral Pueblo-Kultur.
In dieser Zeit wurde noch keine Keramik verwendet. Alfred Kidder (1915) nahm an, dass die Träger der Basketmaker II-Kultur (BM II) eingewandert seien. M. Berry leitet das westliche BM II von der akeramischen San Pedro Cochise-Kultur ab, in der andere die Wurzeln der Mogollon-Kultur sehen. Man unterscheidet zwischen der klassischen westlichen und der östlichen Durango-Facies der BM II-Kultur.
Nördlich der Basketmaker-Kultur lebten Jäger und Sammler.
| Kultur          | Datierung                 | Merkmale                                                                       |
| --------------- | ------------------------- | ------------------------------------------------------------------------------ |
| Basketmaker I   |                           | hypothetisch, heute nicht mehr vertreten                                       |
| Basketmaker II  | 400 v. Chr. – 400 n. Chr. | akeramisch                                                                     |
| Basketmaker III | 400 – 700 n. Chr.         | Keramik, Grubenhäuser                                                          |
| Pueblo I        | 700 – 900 n. Chr.         | Oberirdische Wohnhütten, Weben und Töpfern wichtiger als Flechtwerk            |
| Pueblo II       | um 1000 n. Chr.           | Größte Ausdehnung der Anasazi-Tradition, Siedlungen in Steinbauweise           |
| Pueblo III      | bis 1281 n. Chr.          | Aufgabe vieler kleinerer Siedlungen, Konzentration auf mehrstöckige Wohnbauten |
| Pueblo IV       | 1281–1450 n. Chr.         | wenige große Siedlungen (nach 1450 Eindringen der Spanier in den Südwesten)    |
| Pueblo V        | seit 1450                 | heutige Indianer-Völker in der Pueblo-Tradition                                |

Wichtige Fundstellen liegen auf dem Black Mesa und dem Cedar Mesa. Einige der Fundstellen liegen in Gegenden, die gut zu verteidigen sind, und es gibt häufig verbrannte Gebäude. Daraus schließt Stephen LeBlanc auf häufige kriegerische Auseinandersetzungen. In der Green Mask-Höhle in Utah und Red Canyon wurden Skelette mit Kopfverletzungen gefunden. In der Woodchuck-Höhle wurden 20 kopflose Bestattungen gefunden. In der Battle Cave waren unter den 13 Bestatteten einige, die an gewaltsamen Verletzungen gestorben waren. Kinder und Frauen sind unterrepräsentiert, vielleicht wurden sie gewaltsam entführt.
Die Basketmaker bauten Mais an, den sie in steinverkleideten Vorratsgruben lagerten. Außerdem kannten sie Kürbisse und Zucchini. Zur Jagd verwendeten sie Speerschleudern. Seit 100 nach Chr. bauten sie in kleinen Dörfern runde Grubenhäuser, mit glockenförmigen Vorratsgruben im Innern. In einer späteren Phase sind die Eingänge mit Sandsteinplatten verkleidet.
Sandalen aus Binsen sind aus der Durango-Facies bekannt, im Westen wurden Yucca-Fasern verwendet.